# Санти-Кирико-э-Джулитта (титулярная церковь)
Титулярная церковь Санти-Кирико-э-Джулитта (лат. Titulus Sancti Quirici et Iulittæ) — титулярная церковь была создана Папой Сикстом V 13 апреля 1587 года апостольской конституцией Religiosa, чтобы заменить титулярную церковь Сан-Чириако-алле-Терме-Диоклециане, которую он упразднил. Титулярная церковь принадлежит церкви Санти-Кирико-э-Джулитта, расположенной в районе Рима Монти, на виа Тор-де-Конти.

## Список кардиналов-священников титулярной церкви Санти-Кирико-э-Джулитта
- Алессандро Оттавиано Медичи — (9 января 1584 — 14 января 1591, назначен кардиналом-священником Санти-Джованни-э-Паоло, затем избран Папой Львом XI);
- Франческо Мария Борбоне дель Монте Санта Мария — (5 апреля 1591 — 14 февраля 1592, назначен кардиналом-священником Санта-Мария-ин-Арачели);
- Лучо Сасси — (11 октября 1593 — 29 февраля 1604, до смерти);
- Марчелло Ланте — (9 октября 1606 — 20 марта 1628, назначен кардиналом-священником Санта-Прасседе);
- Грегорио Наро — (17 декабря 1629 — 7 августа 1634, до смерти);
  - вакансия (1634 — 1643);
- Анджело Джори — (31 августа 1643 — 8 августа 1662, до смерти);
- Лоренцо Раджи — (11 февраля 1664 — 6 февраля 1679, назначен кардиналом-священником Сан-Лоренцо-ин-Дамазо);
- Галеаццо Марескотти — (22 сентября 1681 — 21 июня 1700, назначен кардиналом-священником Санта-Прасседе);
  - вакансия (1700 — 1710);
- Фульвио Асталли — (19 февраля — 7 мая 1710, назначен кардиналом-священником Сан-Пьетро-ин-Винколи);
- Микеланджело Конти — (23 февраля 1711 — 8 мая 1721, затем избран Папой Иннокентием XIII);
- Анри-Понс де Тиар де Бисси — (16 июня 1721 — 14 августа 1730, назначен кардиналом-священником Сан-Бернардо-алле-Терме-Диоклециане);
- Трояно Аквавива д’Арагона (17 ноября 1732 — 19 января 1733, назначен кардиналом-священником Санта-Чечилия);
- Доменико Ривьера — (13 апреля 1733 — 2 января 1741, назначен кардиналом-священником Санти-XII-Апостоли);
  - вакансия (1741 — 1755);
- Лука Мелькиоре Темпи — (21 июля 1755 — 24 мая 1756, назначен кардиналом-священником Санта-Сусанна);
  - вакансия (1756 — 1759);
- Джузеппе Алессандро Фурьетти — (19 ноября 1759 — 14 января 1764, до смерти);
  - вакансия (1764 — 1817);
- Антонио Ланте Монтефельтро делла Ровере — (1 октября — 23 октября 1817, до смерти);
  - вакансия (1817 — 1829);
- Джованни Антонио Бенвенути — (21 мая 1829 — 14 ноября 1838, до смерти);
- Габриэле Ферретти — (11 июля 1839 — 12 сентября 1853, назначен кардиналом-священником Санта-Сабина);
  - вакансия (1853 — 1857);
- Юрай Хаулик Вараяи — (19 марта 1857 — 11 мая 1869, до смерти);
  - вакансия (1869 — 1877);
- Мигель Пайя-и-Рико — (25 июня 1877 — 24 декабря 1891, до смерти);
- Джузеппе Мария Гранньелло, C.R.S.P. — (15 июня 1893 — 8 января 1896, до смерти);
- Сальвадор Касаньяс-и-Пагес — (25 июня 1896 — 27 октября 1908, до смерти);
  - вакансия (1908 — 1916);
- Томмазо Боджани, OP — (7 декабря 1916 — 15 июля 1929, назначен кардиналом-епископом Порто и Санта Руфины);
  - вакансия (1929 — 1958);
- Поль-Мари-Андре Ришо — (18 декабря 1958 — 5 февраля 1968, до смерти);
  - вакансия (1968 — 2007);
- Шон Бэптист Брейди — (24 ноября 2007 — по настоящее время).